# Pomnik Jana Kilińskiego w Słupsku
Pomnik Jana Kilińskiego – monument upamiętniający Jana Kilińskiego, znajdujący się przy ulicy Kowalskiej w Słupsku, na skwerze im. Heleny Szpilewskiej. Został odsłonięty w roku 1973.

## Charakterystyka
Pomnik Jana Kilińskiego wykonany został przez Stanisława Horno-Popławskiego, a ufundowany przez rzemiosło słupskie. Kamienny pomnik jednego z przywódców powstania kościuszkowskiego ustawiony jest na cokole na bulwarze nadrzecznym rzeki Słupi, w sąsiedztwie Cechu Rzemiosł Różnych. 